# Matsumurama ynigrum
Matsumurama ynigrum är en insektsart som beskrevs av Irena Dworakowska 1994. Matsumurama ynigrum ingår i släktet Matsumurama och familjen dvärgstritar. Inga underarter finns listade i Catalogue of Life.